# Дискография Эмили Осмент
Дискография американской певицы Эмили Осмент состоит из одного студийного альбома, одного мини-альбома, и трёх синглов. Осмент выпустила свой дебютный мини-альбом All the Right Wrongs 27 октября 2009 года под лейблом Wind-Up Records. Ему предшествовал сингл «All the Way Up». Альбом представил второй сингл «You Are the Only One».
После выпуска её мини-альбома, Осмент начинает работать над её дебютным альбомом. 8 июня 2010 года Осмент выпускает первый сингл из альбома, «Let’s Be Friends». Вскоре после этого, она подтвердила название её дебютный альбома, который будет называться Fight or Flight. Второй сингл, «Lovesick» был выпущен 7 сентября 2010 года. Альбом Fight or Flight был выпущен в США 5 октября 2010 года. В 2011 Эмили выпустила ещё 2 новых сингла: Hush вместе с Джошем Рамсей и Drift.

## Альбомы

### Студийные альбомы
| Год  | Информация                                                                       | Максимальная позиция в чарте | Максимальная позиция в чарте | Максимальная позиция в чарте | Максимальная позиция в чарте |
| Год  | Информация                                                                       | US                           | US Heat                      | BRA                          | SPA                          |
| ---- | -------------------------------------------------------------------------------- | ---------------------------- | ---------------------------- | ---------------------------- | ---------------------------- |
| 2010 | Fight or Flight - Релиз: 28 сентября 2010 - Лейбл: Wind-up Records - Форматы: CD | 170                          | 2                            | 10                           | 76                           |

### Мини-альбомы
| Год  | Информация                                                                           | Максимальная позиция в чарте | Максимальная позиция в чарте |
| Год  | Информация                                                                           | US                           | US Heat                      |
| ---- | ------------------------------------------------------------------------------------ | ---------------------------- | ---------------------------- |
| 2009 | All the Right Wrongs - Релиз: 26 октября 2009 - Лейбл: Wind-up Records - Форматы: CD | 117                          | 1                            |

## Синглы
| «All the Way Up»                               | 2009 | — | —  | 76 | —  | —  | 156 | —  | All the Right Wrongs |
| «You Are the Only One»                         | 2010 | — | —  | —  | —  | —  | —   | —  | All the Right Wrongs |
| «Let’s Be Friends»                             | 2010 | — | 31 | —  | 67 | 24 | 102 | —  | Fight or Flight      |
| «Lovesick»                                     | 2011 | — | —  | 66 | —  | —  | 45  | 57 | Fight or Flight      |
| «Hush» (feat. Josh Ramsay)                     | 2011 | — | —  | 90 | —  | —  | —   | —  | без альбома          |
| «Drift»                                        | 2011 | — | —  | —  | —  | —  | —   | —  | без альбома          |
| «—» означает, что релиз не участвовал в чарте. |      |   |    |    |    |    |     |    |                      |

### Промосинглы
| Сингл            | Год  | Альбом               |
| ---------------- | ---- | -------------------- |
| «Average Girl»   | 2010 | All the Right Wrongs |
| «What About Me?» | 2010 | All the Right Wrongs |

### С другими певцами
| 2008                                           | «If I Didn't Have You» (Mitchel Musso feat. Emily Osment) | 110 | 82 | DisneyMania 6          |
| 2010                                           | «I Feel The Earth Move» (Micky Dolenz feat. Emily Osment) | 119 | —  | без альбома            |
| 2010                                           | «Wherever I Go» (Hannah Montana feat. Emily Osment)       | 117 | —  | Ханна Монтана Навсегда |
| "—" означает, что релиз не участвовал в чарте. |                                                           |     |    |                        |

## Видеоклипы
| Год  | Название                                  | Альбом                  |
| ---- | ----------------------------------------- | ----------------------- |
| 2007 | «I Don’t Think About It»                  | Зло: не думай об этом   |
| 2008 | «If I Didn’t Have You» (с Митчелом Муссо) | DisneyMania 6           |
| 2008 | «Once Upon a Dream»                       | Princess DisneyMania    |
| 2009 | «Hero In Me»                              | Disney Channel Playlist |
| 2009 | «All the Way Up»                          | All the Right Wrongs    |
| 2010 | «You Are the Only One»                    | All the Right Wrongs    |
| 2010 | «Let’s Be Friends»                        | Fight or Flight         |
| 2011 | «Lovesick»                                | Fight or Flight         |